# Shioya
Shioya (japanska: 塩谷町?, Shioya-machi) är en landskommun (köping) i Tochigi prefektur i Japan. 